# Sehnsucht
«Sehnsucht» (укр. «Туга») — другий номерний альбом німецького рок-гурту «Rammstein». Реліз відбувся 22 серпня 1997 року. Вважається, що саме із «Sehnsucht» почалася справжня світова популярність «Rammstein». Назва альбому має подвійне значення: слово «Sehnsucht» в німецькій мові означає як «тугу», так і «пристрасть, пристрасне бажання».

## Запис
«Rammstein» почав записувати альбом «Sehnsucht» восени 1996 року. Якоб Геллнер знову став продюсером, а Рональд Прент знову допомагав йому, як звукооператор.

## Ілюстрація
Оскільки обкладинку першого альбому «Rammstein» різко розкритикували, цього разу вони взялися за неї більш прискіпливо. Музиканти працювали з австрійським фотографом Ґоттфрідом Гельнвайном. Він гримував усіх шістьох учасників групи і одягнув на них каркаси з дротами. Це справжні медичні інструменти, які використовував хірург Фердинанд Завербрух. Портрети було зроблено таким чином, аби кожного члена групи було б видно на обкладинці. На зворотному боці можна побачити білий пляж з пальмами та синє небо.

## Успіх
З альбомом «Sehnsucht» у «Rammstein» розпочався всесвітній комерційний прорив. У Німеччині та Австрії альбом посів перше місце, а у Швейцарії — третє. За його продаж «Rammstein» отримали по одній подвійний платинової платівці в Німеччині та Швейцарії, в Австрії — лише одну. У США вони спочатку отримали Золоту платівку, а пізніше платинову, хоча найвища позиція чарту була 45 місцем. У Нідерландах альбом посів 40 місце, у Франції — 76, у Швеції — 17, у Норвегії — 47, і в Новій Зеландії 23 місце. Альбом «Sehnsucht» продали більше ніж 3,2 млн разів.
Сингл «Engel» досяг 3 місце в німецьких чартах в травні 1997. Окрилений успіхом цього альбому, попередній альбом «Herzeleid», піднімався одночасно з альбомом «Sehnsucht», в німецьких чартах, до 8 місця. Загалом, альбом «Sehnsucht» розміщувався в чартах 19 країн.

## Композиції
| #   | Назва                                                        | Тривалість |
| --- | ------------------------------------------------------------ | ---------- |
| 1.  | «Sehnsucht» («Туга»)                                         | 4:04       |
| 2.  | «Engel» («Янгол»)                                            | 4:24       |
| 3.  | «Tier» («Звір»)                                              | 3:46       |
| 4.  | «Bestrafe mich» («Карай мене»)                               | 3:36       |
| 5.  | «Du hast»» («Ти маєш»)                                       | 3:54       |
| 6.  | «Bück dich» («Нагнись»)                                      | 3:21       |
| 7.  | «Spiel mit mir» («Грай зі мною»)                             | 4:45       |
| 8.  | «Klavier»» («Рояль»)                                         | 4:22       |
| 9.  | «Alter Mann» («Старий»)                                      | 4:22       |
| 10. | «Eifersucht» («Ревнощі»)                                     | 3:35       |
| 11. | «Küss mich (Fellfrosch)» («Поцілуй мене» («Жаб'ячий кожух»)) | 3:30       |

### «Sehnsucht»
У англомовних фанатів ця пісня викликала плутанину, тому що деякі вважали, що Тілль Ліндеманн співає «Chainsaw» (англ. «Бензопилка») замість «Sehnsucht» (нім. «Туга»). Пісню виконували 1996 року під назвою «Afrika». Відомо, що там були деякі невеликі відмінності в тексті і ритмі в приспіві.

### Tier
Мелодія пісні «Tier» належить не «Rammstein», а гуртові «Die Krupps» (пісня «The Dawning of Doom»). У титрах «Live aus Berlin» композитором цієї пісні написали Юрґена Енґлера. В тексті розповідається про батька, який займався сексом зі своєю дочкою, а коли вона підросла, то вбила його за це.